# Össjöasjön
Össjöasjön är en sjö i Ljungby kommun i Småland och ingår i Lagans huvudavrinningsområde. Sjön är 3 meter djup, har en yta på 0,622 kvadratkilometer och befinner sig 170 meter över havet. Vid provfiske har abborre, gädda, mört och sutare fångats i sjön.

## Delavrinningsområde
Össjöasjön ingår i det delavrinningsområde (627863-135761) som SMHI kallar för Ovan Örsbäcken. Medelhöjden är 166 meter över havet och ytan är 45,94 kvadratkilometer. Det finns inga avrinningsområden uppströms utan avrinningsområdet är högsta punkten. Vänneån som avvattnar avrinningsområdet har biflödesordning 2, vilket innebär att vattnet flödar genom totalt 2 vattendrag innan det når havet efter 50 kilometer. Avrinningsområdet består mestadels av skog (39 %) och sankmarker (42 %). Avrinningsområdet har 1,22 kvadratkilometer vattenytor vilket ger det en sjöprocent på 2,6 %.